# Земля против летающих тарелок
«Земля против летающих тарелок» (англ. Earth vs. the Flying Saucers; США, 1956) — фантастический художественный фильм режиссёра Фреда Сирса, в главных ролях Хью Марлоу и Джоан Тейлор.
Премьера фильма состоялась 1 июля 1956 в США.

## Сюжет
Глава американской космической программы доктор Рассел Марвин сталкивается с тем, что все запуски беспилотных ракет с научным оборудованием заканчиваются неудачно. Вскоре он получает зашифрованное послание от инопланетной цивилизации, в котором ему даются инструкции о том, как выйти на прямой контакт с пришельцами. Нарушив требования военных, Марвин встречается с инопланетянами и выясняет их недобрые планы: пришельцы из погибшей планетной системы требуют созыва в Вашингтоне международной конференции с целью капитуляции всех правительств Земли. Осознавая, что военная мощь захватчиков слишком велика и армия Земли бессильна, доктор Марвин тайно обращается к Мировому научному сообществу с целью создания электромагнитного оружия, которое могло бы спасти планету.

## В ролях
- Хью Марлоу — доктор Расселл А. Марвин
- Джоан Тейлор — Кэрол Марвин
- Дональд Кёртис — майор Хаглин
- Моррис Анкрум — бригадный генерал Джон Хэнли
- Джон Заремба — профессор Кантер
- Томас Браун Генри — вице-адмирал Энрайт
- Грэндон Роудс — генерал Эдмандс
- Ларри Дж. Блейк — коп на мотоцикле

В титрах не указаны
- Фрэнк Уилкокс — Альфред Кэссиди
- Билл Вудсон — рассказчик за кадром